# Клуб Депортіво Гечо
«Клуб Депортіво Гечо» (ісп. Club Deportivo Getxo) — іспанський, баскський футбольний клуб, який базується в однойменному місті в Країні Басків. «Клуб Депортіво Гечо» є другою командою приморського містечка Гечо та раніше називався «Клуб Депортіво Гуечо» (Club Deportivo Guecho).
Як і в більшості баскських спортивних клубів, за команду грають виключно футболісти баскського походження, крім того більшість з них до 23 років, оскільки вони грають на 4-5 рівнях іспанського футболу і на 2-3 рівнях баскського футболу, де існує вікове обмеження для футболістів. За всю історію існування команда не підіймалася з нижчих ліг, двічі була фіналістом першості любительського футболу. Зазвичай в команді починають свою кар'єру молоді баскські футболісти.

## Історія
Клуб заснований 1927 року, в районі Альгорта приморського містечка Гечо. Заснований в часі найбільшого розквіту баскського футболу, зокрема головної команди містечка «Аренас Клуб Гечо» (Arenas Club de Guecho). Команда не змогла пробитися вище 3 рівня баскського футболу, хоча й мала на своєму рахунку кілька місцевих трофеїв та участь в любительських турнірах. В Кубку Іспанії вибувала на перших стадіях, але й мала одну гучну перемогу над «Севільєю».
Гостей приймає на Стадіоні де Фадура (Campo de Fútbol de Fadura),який вміщує 3500 глядачів. Кольори клубу чорно-жовті.

## Гравці
Через клуб пройшло чимало баскських талановитих футболістів, серед них були й відомі гравці, що пізніше виступали за національну збірну Іспанії на світових і європейських першостях чи в європейських клубних турнірах:
- Хосе Ору
- Хосе Марія Ечебаррія
- Нандо Гонсалес
- Вісенте Унамуно
- Енеко Арієта
- Хосе Марія Магурегі
- Хосе Луїс Артече
- Маурі Угартемендія
- Манолін Мартінез
- Анхель Марія Вільяр
- Карлос Руїс Ерреро
- Даніель Руїс
- Хосе Марія Аморрорту
- Ендіка Гуаррочена
- Чікі Сайнц
- Чато Нуньєз